# 野方こはる
野方 こはる（のがた こはる、11月20日 - ）は、日本の女性声優。フリー。愛称はがたし。

## 出演
下記は特記無き限り公式プロフィールの記載に基づく。

### テレビアニメ
- アズールレーン（2019年、レパルス、ボーグ）
- 恐竜少年ガウ子（2020年、がたし、のっぽ子）

### ゲーム
- アズールレーン（2017年、レパルス、ボーグ[1]）
- Valiant Force（エリス、リリィ）
- THE NEW GATE（2016年、エフィリア）[2]
- 武装百姫（ルミア・シャピー）
- 戦国ぼっち（風葉）
- まいにゃんカフェ
- 封神ヒーローズ（瓊霄、王貴人）
- 虚構少女-E.G.O-（カノーネ）
- プロジェクト・シルバー・ウィング（MP5）
- 偽想少女と虚構の街（カノーネ、ハルバッハ）

### 外国映画（日本語吹替え）
- レッド・リーコン1942 ナチス侵攻阻止作戦
- ライジング・フィアー
- アンダーカバー
- ラスト・ブレス
- フェブラリィ -消えた少女の行方-

### ウェブアニメ
- ゼロメディカル「どうする？ホームページ… "歯科医編"」（あきこ）

### ラジオ
- Park Side Square（2017年10月 - 2019年7月、2020年7月 - 2025年6月、 エフエムたちかわ）火曜日パーソナリティー
  - 2018年2月末まで水曜日を担当。

### 舞台
- 劇団アニマル王子「RUN-時巡る千の祈り-」（2015年11月） 妙
- ソラリネのユメ vo.13「るーぷ」（2016年5月）[3]
- 「戦場に散りし十字架と塩胡椒、最後に愛と」（2017年2月）[4]
- ゴブリン串田のミニシアター「良いおぜん立て」（2017年6月）

### ナレーション
- 医療系VP
- 歌曲リサイタル公演内ナレーション

### CM
- サマージャンボ宝くじ「侍・夏祭り」篇

### ニコニコ生放送
- 「金曜夜の赤坂アニメバラエティ」
- 「喫茶とあぷぐ」

### その他
- 「たちかわ楽市2016」場内アナウンス
- 「立川フラメンコ2018」MC